# Берг код Нојмаркта у Горњем Палатинату
Берг код Нојмаркта у Горњем Палатинату (њем. Berg bei Neumarkt in der Oberpfalz) општина је у њемачкој савезној држави Баварска. Једно је од 19 општинских средишта округа Нојмаркт (Горњи Палатинат). Према процјени из 2010. у општини је живјело 7.593 становника. Посједује регионалну шифру (AGS) 9373113.

## Географски и демографски подаци
Берг код Нојмаркта у Горњем Палатинату се налази у савезној држави Баварска у округу Нојмаркт (Горњи Палатинат). Општина се налази на надморској висини од 406 метара. Површина општине износи 65,1 km². У самом мјесту је, према процјени из 2010. године, живјело 7.593 становника. Просјечна густина становништва износи 117 становника/km².